# Kajim
Kajjim ili kajim, osoba koja u džamiji obavlja poslove podvornika, vratara i služitelja.